# Copestylum apiciferum
Copestylum apiciferum är en tvåvingeart som först beskrevs av Townsend 1895.  Copestylum apiciferum ingår i släktet Copestylum och familjen blomflugor. Inga underarter finns listade i Catalogue of Life.